# انستیتوی ملی تعالی سلامت و مراقبت
انستیتوی ملی تعالی سلامت و مراقبت (به انگلیسی: National Institute for Health and Care Excellence (NICE)) یک سازمان عمومی غیر وزارتخانه‌ای از وزارت سلامت و مددکاری اجتماعی انگلستان است که دستورالعمل‌های حوزه سلامت را در چهار زمینه منتشر می‌کند.
- استفاده از فناوری سلامت در سازمان خدمات ملی بهداشت انگلستان و سازمان خدمات ملی بهداشت ولز (از جمله استفاده از داروها، درمان‌ها و روش‌های  جدید و موجود)
- طبابت بالینی (راهنمایی در خصوص درمان و مراقبت مناسب برای افراد مبتلا به بیماری‌ها و شرایط خاص)
- راهنمایی برای کارکنان بخش دولتی در خصوص ارتقای سلامت و پیشگیری از بیماری

این ارزیابی‌ها اساسا بر پایه سنجش‌های مبتنی بر شواهد در خصوص کارآیی، ایمنی و مقرون‌به‌صرفه بودن در شرایط مختلف هستند.
این انستیتو هم به سازمان خدمات ملی بهداشت انگلستان (NHS) و هم به سازمان خدمات ملی بهداشت ولز (NHS Wales) خدمات ارائه می‌دهد. این موسسه در سال ۱۹۹۹ به عنوان «انستیتوی ملی تعالی بالینی» تأسیس شد و در تاریخ ۱ آوریل ۲۰۰۵ با «سازمان توسعه سلامت» ادغام شد و عنوانش به «انستیتوی ملی تعالی سلامت و بالینی» تغییر پیدا کرد. (همچنان با نام اختصاری NICE). در تاریخ ۱ آوریل ۲۰۱۳ و به دنبال تصویب قانون مراقبت‌های اجتماعی و درمانی سیستم بهداشت و درمان انگلستان در سال ۲۰۱۲، این موسسه به «انستیتوی ملی تعالی سلامت و مراقبت» تغییر نام داد که بازتابی از مسئولیت‌های جدید آن در حوزه مددکاری اجتماعی بود و از یک سازمان دولتی حوزه سلامت به یک سازمان عمومی غیر وزارتخانه‌ای (NDPB) تبدیل شد.
انستیتوی ملی تعالی سلامت و مراقبت (NICE) با هدف پایان دادن به پدیده «بخت آزمایی کدپستی» در نحوه ارائه خدمات سلامت و درمان در انگلستان و ولز تأسیس شد. در این دو کشور تا قبل از تاسیس این انستیتو، در دسترس بودن خدمات درمانی بستگی به این داشت که محل زندگی بیمار جزو کدام منطقه سازمان خدمات ملی بهداشت به‌حساب می‌آید. اما از زمان تاسیس تا الان، این موسسه به‌عنوان الگویی برای توسعه دستورالعمل‌های بالینی، شهرت بالایی در سطح بین‌المللی به دست آورده است. یکی از جنبه‌های این موضوع، تعیین صریح مرزهای هزینه-فایده برای فناوری‌های خاصی است که این موسسه آن‌ها را ارزیابی می‌کند. همچنین انستیتو ملی تعالی سلامت و مراقبت از طریق بخش بین‌الملل خود که در ماه مه ۲۰۰۸ برای کمک به ایجاد ارتباط با دولت‌های خارجی تأسیس شد، نقش مهمی در ارزیابی فناوری پیشرو در سایر سیستم‌های سلامت ایفا می‌کند. بخش بین‌الملل این انستیتو از سوی بنیاد بیل و ملیندا گیتس و بنیاد راکفلر حمایت مالی دریافت کرده است.

## تاریخچه سیاست و خط مشی
برای اولین بار موضوع تشکیل یک موسسه برای تعیین اثربخشی مداخلات بالینی، در پایان دوره دولت محافظه کار جان میجر مطرح شد، زمانی که در جاهای دیگر تلاش‌هایی برای تعیین استانداردهای حرفه‌ای برای مراقبت بالینی انجام می‌شد. در سال ۱۹۹۷، کمیته ملی غربالگری بریتانیا (NSC) توسط سر کنت کالمن و مویر گری (که در حال حاضر به عنوان سر مویر گری شناخته می‌شود) توسط تیم سیاست‌گذاری به رهبری دکتر تیم رایلی و اخیرا سر چارلز نایتینگل برای وزارت سلامت تاسیس شد. هدف کمیته ملی غربالگری این بود که اطمینان حاصل کند که پزشکی مبتنی بر شواهد، پایه سیاست‌گذاری‌ها در مورد برنامه‌های ملی غربالگری که برای تأمین مالی تأیید می‌شوند و مکانیسم‌های که برای تضمین کیفیت باید وجود داشته باشند، قرار گیرد. این اقدامی به موقع بود زیرا کیفیت غربالگری در خدمات غربالگری سرطان پستان در سال ۱۹۹۷ در شهر اکستر مورد سؤال قرار گرفت و در پی گزارش کالمن-هاین در سال ۱۹۹۵ دنبال شد.
ایده آنچه که در ابتدا انستیتوی ملی تعالی بالینی نامیده می شد، زمانی شکل گرفت که حزب کارگر در سال ۱۹۹۷ به قدرت رسید. فرانک دابسون وزیر امور خارجه شد و توسط تیمی از وزیران حمایت می‌شد که مشتاق به معرفی اقدامات بالینی و سلامتی برای دستیابی به بهبود کیفیت و ارائه خدمات مراقبتی بودند. این تیم شامل الن میلبورن، بارونس مارگارت جی و تسا جاول بود. نام و ماموریت انستیتو در جلسه بین تیم وزیران، دکتر تیم رایلی و دکتر فلیسیتی هاروی در مدت کوتاهی پس از انتخابات مورد توافق قرار گرفت و توافق شد که انستیتوی ملی تعالی سلامت و مراقبت باید در اولین اوراق سفید سیاست و خط مشی، به صورت «سازمان خدمات ملی بهداشت انگلستان جدید: مدرن، قابل اعتماد ۱۹۹۷» توصیف شود. رایلی تیمی را رهبری کرد که خط مشی انستیتوی ملی تعالی سلامت و مراقبت را توسعه داد و علاوه بر رسمی کردن موسسه جدید به عنوان یک سازمان دولتی حوزه سلامت، قانون را از طریق پارلمان مدیریت کرد. رایلی در فوریه ۱۹۹۹ به سر مایکل رولینز (که در آن زمان به تازگی رئیس انستیتوی ملی تعالی سلامت و مراقبت شده بود) در کمیته منتخب سلامت پیوست که در آن سوالاتی در مورد اینکه آیا انستیتوی ملی تعالی سلامت و مراقبت فقط وسیله‌ای برای «سهمیه بندی» خدمات درمانی است، مطرح شد. رولینز یک استدلال قانع کننده ارائه کرد که انستیتوی ملی تعالی سلامت و مراقبت را در درجه اول به عنوان یک نهاد تنظیم کننده استانداردها قرار داد. با این حال، واقعیت این بود که اگرچه هدف انستیتوی ملی تعالی سلامت و مراقبت اساساً همسویی استانداردهای حرفه‌ای از طریق دستورالعمل‌های بالینی و حسابرسی بود، اما نقش قابل قبول بودن داروها، دستگاه‌ها و مداخلات فناوری در تعریف آن استانداردها را نمی‌توان نادیده گرفت و بنابراین مفهوم «مانع چهارم» برای دسترسی داروها به بازار خدمات ملی بهداشت مورد استفاده قرار گرفت. این تغییر سیاست بحث برانگیز به این معنی بود که انستیتوی ملی تعالی سلامت و مراقبت برای تصمیم‌گیری در مورد بازپرداخت دارو حیاتی بود. در واقع، اولین ارزیابی دارو توسط انستیتوی ملی تعالی سلامت و مراقبت مربوط به داروی زانامیویر (با نام تجاری رلنزا) بود که در میان انتقادات گلاکسواسمیت‌کلاین مبنی بر اینکه ارزیابی سریع پیگیری شده بود، رد شد. بعدها، به دلیل این توسعه سیاست، معیارهای تصمیم‌گیری، نقش هزینه‌ها و میزان الزام آور بودن تصمیمات انستیتوی ملی تعالی سلامت و مراقبت و وزیر امور خارجه برای پزشکان، توسط اندرو دیلون، ترور گیبس، تیم رایلی و ترور شلدون مورد تحلیل قرار گرفت. از ۱ فوریه ۲۰۲۲، مدیر اجرایی انستیتوی ملی تعالی سلامت و مراقبت سامانتا رابرتز است که جانشین جیلیان لنگ شد.

## ارزیابی‌های فناوری
از ژانویه ۲۰۰۵، خدمات ملی بهداشت در انگلستان و ولز از نظر قانونی موظف به تامین بودجه برای داروها و درمان‌های توصیه شده توسط هیئت ارزیابی فناوری انستیتوی ملی تعالی سلامت و مراقبت است. این تصمیم حداقل تا حدی در نتیجه ناهنجاری‌های ناشی از پدیده بخت آزمایی کدپستی است که به خوبی منتشر شده بود و در نتیجه آن برخی از درمان‌های کمتر رایج در برخی از بخش‌های بریتانیا تأمین مالی می‌شد، اما در برخی دیگر به دلیل تصمیم‌گیری‌های محلی در سازمان خدمات ملی بهداشت تأمین مالی نمی‌شد.
قبل از ارزیابی، کمیته مشورتی انتخاب موضوع (ACTS) فهرستی از موضوعات بالقوه بااهمیت بالینی را برای ارزیابی تهیه می‌کند. سپس وزیر سلامت انگلستان یا مجلس شورای ملی ولز باید فناوری مورد نظر را ارجاع دهد تا فرآیند ارزیابی به طور رسمی آغاز شود. پس از انجام این کار، انستیتوی ملی تعالی سلامت و مراقبت با وزارت سلامت و مددکاری اجتماعی همکاری می‌کند تا محدوده ارزیابی را ترسیم کند.
در مرحله بعد انستیتوی ملی تعالی سلامت و مراقبت از سازمان‌های مشاور و مفسر دعوت می‌کند تا در ارزیابی شرکت کنند. سازمان مشاور شامل گروه‌های بیماران، سازمان‌های نماینده متخصصان خدمات درمانی و تولیدکنندگان محصول تحت ارزیابی هستند. مشاوران در حین ارزیابی شواهدی را ارائه می‌کنند و در مورد اسناد ارزیابی اظهار نظر می‌کنند. سازمان‌های مفسر شامل تولیدکنندگان محصولاتی هستند که محصول تحت ارزیابی با آنها مقایسه می‌شود. آن‌ها در مورد اسنادی که ارائه و تنظیم شده‌اند اظهار نظر می‌کنند اما در واقع خودشان اطلاعات ارائه نمی‌دهند.
یک مرکز دانشگاهی مستقل، اطلاعات منتشر شده در مورد فناوری مورد ارزیابی را جمع‌آوری کرده و تجزیه و تحلیل می‌کند و یک گزارش ارزیابی تهیه می‌نماید. این گزارش می‌تواند توسط مشاوران و مفسران نیز مورد بررسی قرار گیرد. سپس نظرات داده شده، مورد توجه قرار گرفته و تغییرات مورد نیاز در گزارش ارزیابی اعمال می‌شود تا گزارش ارزیابی نهایی تهیه شود. در مرحله بعد یک کمیته ارزیابی مستقل، گزارش ارزیابی را مورد بررسی قرار می‌دهد، با کارشناسان بالینی، گروه‌های بیماران و مراقبان گفتگو می‌کند و شهادت‌های آن‌ها را مورد توجه قرار می‌دهد. سپس یک سند مشاوره‌ای به نام «سند مشاوره ارزیابی» تهیه می‌شود و به همه مشاوران و مفسران ارسال می‌شود تا بتوانند نظرات بیشتری ارائه کنند. پس از اینکه این نظرات مورد توجه قرار گرفته شد، سند ارزیابی نهایی تهیه می‌شود و به انستیتوی ملی تعالی سلامت و مراقبت برای تایید ارسال می شود.
هدف این فرآیند کاملاً مستقل از دولت و قدرت لابی‌گری است و تصمیمات آن به‌طور کامل بر اساس کارآیی بالینی و براورد هزینه‌ای اتخاذ می‌شود. نگرانی‌هایی وجود دارد که لابی‌گری شرکت‌های دارویی برای جلب توجه رسانه‌ای و تأثیر بر افکار عمومی، تلاش‌هایی برای تأثیرگذاری بر فرآیند تصمیم‌گیری باشد. یک سیستم ارزیابی سریع معرفی شده است تا در مواردی که بیشترین فشار برای رسیدن به یک نتیجه وجود دارد، تصمیم‌گیری انجام شود.

## دستورالعمل‌های بالینی
انستیتوی ملی تعالی سلامت و مراقبت ارزیابی‌هایی را در خصوص مناسب‌ترین رژیم درمانی برای بیماری‌های مختلف انجام می‌دهد. در این ارزیابی‌ها، باید هر دو جنبه نتیجهٔ پزشکی مطلوب (بهترین نتیجهٔ ممکن برای بیمار) و نیز جنبه اقتصادی مرتبط با روش‌های مختلف درمان مد نظر قرار گیرند.
انستیتوی ملی تعالی سلامت و مراقبت چندین مرکز همکاری ملی را راه‌اندازی کرده است که متخصص‌های مختلفی از کالج‌های پزشکی سلطنتی، انجمن‌های حرفه‌ای و سازمان‌های بیمار/مراقب را گرد هم می‌آورد تا دستورالعمل‌های لازم را تدوین کنند. این مراکز شامل مرکز همکاری ملی برای سرطان، مرکز راهنمایی بالینی ملی، مرکز همکاری ملی برای سلامت زنان و کودکان و مرکز همکاری ملی برای سلامت روان هستند.
مرکز همکاری ملی یک گروه توسعهٔ دستورالعمل‌ را منصوب می‌کند که وظیفهٔ آنان پیش برد توسعهٔ دستورالعمل‌ بالینی است. این گروه از پزشکان حرفه‌ای، نمایندگان گروه‌های بیمار و مراقبان و کارشناسان فنی تشکیل شده است که با هم کار می‌کنند تا قبل از آماده کردن پیش‌نویس دستورالعمل‌، شواهد مربوط به موضوع (مانند کارآزمایی بالینی محصولات رقیب) را ارزیابی کنند. دو دوره مشاوره وجود دارد که در آن سازمان‌های صاحب نظر قادر به ارسال نظرات خود درباره پیش‌نویس دستورالعمل‌ هستند. پس از گذشت دوره دوم مشاوره، یک کمیته مستقل بررسی دستورالعمل، دستورالعمل و نظرات صاحب نظران را بررسی کرده و اطمینان حاصل می‌کند که این نظرات مورد توجه قرار می‌گیرند. سپس گروه توسعه دستورالعمل‌، توصیه‌های خود را نهایی می‌کند و مرکز همکاری ملی دستورالعمل نهایی را تهیه می‌کند. سپس این دستورالعمل به انستیتوی ملی تعالی سلامت و مراقبت ارائه می‌شود تا رسما آن را تأیید کرده و دستورالعمل نهایی تایید شده را به سازمان خدمات ملی بهداشت انگلستان ارائه دهد. انستیتوی ملی تعالی سلامت و مراقبت تا کنون، بیش از ۲۰۰ دستورالعمل مختلف را تولید کرده است.
در ماه اکتبر سال ۲۰۱۴، اندی برنهم گفت که دولت حزب کارگر قادر است با اجباری کردن پیروی از دستورالعمل‌های بالینی انستیتوی ملی تعالی سلامت و مراقبت برای مدیران و تامین کنندگان خدمات بهداشتی، تفاوت‌هایی که در دسترسی به داروها و روش‌های درمانی برای افراد مختلف وجود دارد را کاهش دهد. «ما باید به این فکر کنیم که چگونه می‌توانیم  انستیتوی ملی تعالی سلامت و مراقبت را تقویت کنیم. وقتی خدماتی را انستیتوی ملی تعالی سلامت و مراقبت می‌گوید که موثر و قابل پرداخت است، بر چه اساسی یک مدیر محلی حوزه بهداشت کسی را از آن خدمات منع کند؟ من با این موضوع راحت نیستم. من این را حمایت نمی‌کنم.»
انستیتوی ملی تعالی سلامت و مراقبت سرویسی به نام خلاصه دانش بالینی (CKS) دارد که خلاصه‌ای از پایگاه شواهد فعلی و راهنمایی‌های عملی را به پزشکان مراقبت‌های اولیه ارائه می‌کند. این سرویس با دسترسی آسان به اطلاعات، به پزشکان کمک می‌کند تا تصمیمات مناسبی در رابطه با درمان بیماران خود بگیرند.
در سال ۲۰۲۲، شرکت پرایس واتر هاوس کوپرز برای انجمن صنعت دارویی بریتانیا، یک مطالعه درباره ۱۳ داروی توصیه شده برای بیماری‌های آسم، بیماری کلیه، پیشگیری از سکته و دیابت نوع ۲ انجام داد. آن‌ها متوجه شدند که ۱.۲ میلیون بیمار، داروهای لازم را دریافت نکرده‌اند که در صورت استفاده از این داروها می‌توانستند معادل ۴۲۹,۰۰۰ سال عمر بیشتر در بهبودی و سلامت کامل داشته باشند که می‌توانست به ۱۷.۹ میلیارد پوند «افزایش بهره‌وری» برای اقتصاد بریتانیا تبدیل شود.

## دستورالعمل‌ حوزه مددکاری اجتماعی
بر اساس قانون مراقبت‌های اجتماعی و درمانی سیستم بهداشت و درمان انگلستان در سال ۲۰۱۲، مسئولیت توسعه دستورالعمل‌‌ و استانداردهای کیفیت در حوزه مددکاری اجتماعی با استفاده از یک مدل مبتنی بر شواهد، به عهده انستیتوی ملی تعالی سلامت و مراقبت قرار داده شد. این کار توسط مرکز همکاری انستیتوی ملی تعالی سلامت و مراقبت در حوزه مددکاری اجتماعی (NCSCSC) انجام می‌شود که تحت نظارت موسسه تعالی مددکاری اجتماعی (SCIE) و چهار سازمان همکارِ پژوهش عملی، پژوهش عملی برای بزرگسالان، واحد تحقیقات خدمات اجتماعی فردی و مرکز اطلاعات برای سیاست‌گذاری، شواهد و هماهنگی (EPPI)، فعالیت می‌کند.
انستیتوی ملی تعالی سلامت و مراقبت ارجاعاتی برای دستورالعمل‌ حوزه مددکاری اجتماعی از وزارت سلامت و وزارت آموزش بریتانیا دریافت می‌کند و تهیه دستورالعمل را به مرکز همکاری انستیتوی ملی تعالی سلامت و مراقبت در حوزه مددکاری اجتماعی (NCSCSC) سفارش می‌دهد. انستیتوی ملی تعالی سلامت و مراقبت، همراه با مرکز NCCSC، تمرین محدوده‌بندی (تعیین محدوده و دامنه دستورالعمل) را با یک گروه محدوده‌سنجی و با نظرات صاحب نظران اصلی، هم در قالب کارگاه و هم در قالب یک مشاوره عمومی (بازبینی و نظرسنجی عمومی) انجام می‌دهد تا اطمینان حاصل کند که دستورالعمل‌های تولید شده متمرکز و قابل دستیابی هستند. رئیس هیئت مدیره و اعضای گروه توسعه دستورالعمل‌‌ منصوب می‌شوند و سوالات بازبینی را مطرح می‌کنند که امکان بررسی سیستماتیک شواهد را فراهم می‌کند و این کار باعث ارائه دستورالعمل و توصیه‌های بعدی می‌شود. کاربران و مراقبان خدمات در تمام مراحل این فرآیند مشارکت دارند و نظرات و پیشنهادهای آن‌ها در فرآیند تصمیم‌گیری در نظر گرفته می‌شود. همچنین، پیش‌نویس دستورالعمل برای مشاوره عمومی نیز در دسترس قرار می‌گیرد تا نظرها و پیشنهادهای عمومی نیز در مورد آن جمع‌آوری و مورد بررسی قرار گیرد.